# The One You Love
«The One You Love» —en español: «El Único Amor / Todo Mi Amor»— es una canción pop con elementos del soft rock, interpretada por la cantante mexicana Paulina Rubio e incluida originalmente en su sexto álbum de estudio, Border Girl (2002).  
La canción fue escrita por Troy Verges y Brett James, Rubio se presentó en diferentes lugares promocionando la canción.   
“The One You Love” fue la segunda entrada de Rubio al Billboard Hot 100 en la posición #98  
- Datos: Q6144964